# Vochysia megalophylla
Vochysia megalophylla är en tvåhjärtbladig växtart som beskrevs av Stafleu. Vochysia megalophylla ingår i släktet Vochysia och familjen Vochysiaceae. Inga underarter finns listade i Catalogue of Life.